# Крисювик
Кри́сювик (исл. Krýsuvík — произношениео файле) — область площадью около 40 км², включающая зоны геотермальной и вулканической активности, а также одноимённое поселение, расположенная на юге полуострова Рейкьянес в Исландии. Находится в середине зоны разлома Срединно-Атлантического хребта, пересекающего Исландию.

## Геотермальные поля
В Крисювике находятся несколько геотермальных полей: Сельтун, Сандведль, Трёдладингья, Кельдюнаумюр, Хвердалир и Эйстюрэйнгьяхвер. Наиболее известным из них является Сельтун. Здесь сформировались сольфатары, фумаролы, грязевые котлы и горячие источники. Почва окрашена в оттенки красного, жёлтого и зелёного цветов.
В 1722—1728 и в XIX веке здесь разрабатывались месторождения серы, которая экспортировалась в Европу для использования в военных целях. Немецкий учёный Роберт Бунзен посетил эту область в 1845 г. и, основываясь на проведённых здесь исследованиях сольфатар, предложил гипотезу о формировании серной кислоты в природе. В течение XX века, местные власти проявляли интерес к использованию геотермальной энергии для выработки электроэнергии, центрального отопления домов, бальнеологии, строительства теплиц и в других целях, однако подобные стремления не вылились в реализацию каких-либо масштабных проектов.
Начиная с 1940-х годов, на геотермальных полях осуществлялось бурение исследовательских скважин, причём некоторые достигали глубины более 2 километров. На глубине 2300 метров в районе геотермального поля Трёдладингья обнаружены температуры до 320 °C, однако на глубинах более 700—800 метров наблюдалось обращение градиента температуры, что негативно влияет на перспективы промышленного использования. Исследования в данной области спонсируются компанией Hitaveita Suðurnesja.
Сельтун — популярная туристическая область, несмотря на ощущаемый повсюду неприятный запах. Здесь оборудованы парковка и туалет, проложены деревянные тропы-настилы. Отсюда начинаются обозначенные туристические тропы к хребту Свейблюхаулс.

## Сейсмическая и вулканическая активность
Последняя значительная вулканическая активность в Крисювике датируется XII веком, когда рядом с вулкана Трёдладингья между 1151 и 1188 годом открылась трещина длиной 28 км, а лавовые потоки достигли города Хабнарфьордюр и покрыли область площадью 36 км².
В настоящее время в данном районе, помимо геотермальной, наблюдается довольно значительная сейсмическая активность.

## Поселение
Название Крисювик носит заброшенное поселение, располагающееся в нескольких сотнях метрах к югу от геотермального поля Сельтун. Ранее поместье с таким названием находилось у побережья (отсюда «-вик», означающее залив или бухту в названии), однако между 1151 и 1188 годом оно пострадало в результате извержения вулкана Трёдладингья. Сохранились его руины, находящиеся у края лавового поля Эгмуднархрёйн, включающие остатки усадьбы и двух загонов для овец. После этого поселение переместилось на современное место.
В XIX веке здесь располагались несколько ферм с отапливаемыми геотермальной энергией теплицами (к 1860-му году их было 13 с общим населением около 70 человек), однако с начала XX века Крисювик стал приходить в упадок, и к 1950-м годам, когда аграрная деятельность перестала приносить прибыль, фермы были закрыты. После землетрясения в июне 2000 года поселение было полностью заброшено. Целой сохранялась лишь небольшая деревянная церковь, Крисювикуркиркья, но 2 января 2010 г. она сгорела дотла. На месте поселения сохраняются лишь остовы теплиц, брошенная сельхозтехника и разрушающиеся дома.
Здесь также имеются термальные источники. В начале 1970-х гг. было пробурено несколько скважин, часть которых превратилась в нерегулярные гейзеры, один из которых взорвался в 1999 г., оставив кратер. Предпринимались попытки использования геотермальной энергии в данной области для обеспечения теплом и энергией города Хабнарфьордюр, однако они не увенчались успехом. Одна из пробурённых в начале 1970-х годов скважин превратилась в гейзер, нерегулярные извержения которого наблюдаются с 2010 года. Взрыв ещё одной скважины оставил кратер 30-метрового диаметра и разрушил здание кафе для туристов (инцидент обошёлся без жертв, так как в помещении никого не было). С тех пор геотермальный энергетический потенциал области не используется, хотя температура на глубине 1000 метров достигает 200 °C.
В 1967 году неподалёку началось строительство школы-интерната, рассчитанной на размещение 60 подростков с задержкой в развитии. Однако когда строительство завершилось, оказалось, что из-за распространения идей инклюзивного образования заведения подобного типа перестали быть востребованными. Неиспользуемое и постепенно разрушающееся здание было выставлено на продажу, и в 1986 году здесь был создан центр для реабилитации наркозависимых.

## Озёра
К югу и юго-востоку от поселения, рядом с геотермальными полями находятся несколько мааров — кратеров, сформированных взрывами перегретых подземных вод. Расположенное к востоку от трассы 42 сине-зелёное озеро Грайнаватн (цвет связан с присутствием водорослей и мелких частиц), которое является самым большим подобным водоёмом (до 46 метров в глубину и 350 метров в ширину), образовалось в одном из таких мааров. Чуть меньшие размеры и не такой яркий цвет имеет озеро Гестсстадаватн, расположенное к западу от дороги. Вблизи от Грайнаватна можно найти ксенолиты, содержащие оливин. По обе стороны от дороги находятся два маленьких озера под названием Эйгюн («глаза»).
Обеспокоенность состоянием вод озёр данной области, используемых для сброса отходов промышленности, в конце 1940-х годов привела Сигурдура Тораринссона к мысли о необходимости серьёзных мер по обеспечению охраны природы Исландии. Уже в 1956-м году был принят подготовленный с его участием первый в истории Исландии закон о защите природы.
Крупнейшее озеро области Крисювик — Клейварватн — начало уменьшаться после мощного землетрясения 2000 г., с этого момента поверхность озера уменьшилась на 20 %.

## Местоположение основных объектов
- 63°52′43″ с. ш. 22°03′21″ з. д.HGЯO Эйгюн — по обе стороны от дороги.
- 63°53′36″ с. ш. 22°03′06″ з. д.HGЯO Фулиподлюр (грязевой источник) — к югу от дороги
- 63°53′01″ с. ш. 22°03′52″ з. д.HGЯO Гестсстадаватн
- 63°53′04″ с. ш. 22°03′18″ з. д.HGЯO Грайнаватн
- 63°53′31″ с. ш. 22°03′57″ з. д.HGЯO Серные источники Крисювик (на месте старых серных шахт)
- 63°53′46″ с. ш. 22°03′16″ з. д.HGЯO Сельтун